# 1946 na música

## Música Popular
- Raul Torres & Florêncio: Juramento sagrado
- Ciro Monteiro: Até hoje não voltou, de Geraldo Pereira

## Nascimentos
| Data           | Nome              | Profissão                                                                          | Nacionalidade          | Observações | Ref |
| -------------- | ----------------- | ---------------------------------------------------------------------------------- | ---------------------- | ----------- | --- |
| 3 de Janeiro   | John Paul Jones   | baixista e tecladista                                                              | Inglaterra             |             |     |
| 3 de janeiro   | Robert John       | cantor e compositor                                                                | Estados Unidos         | m. 2025     |     |
| 6 de Janeiro   | Syd Barrett       | guitarrista e vocalista                                                            | Inglaterra             | m. 2006     |     |
| 8 de Janeiro   | Robby Krieger     | músico                                                                             | Estados Unidos         |             |     |
| 19 de Janeiro  | Dolly Parton      | cantora, compositora, atriz e filantropa                                           | Estados Unidos         |             |     |
| 5 de Março     | Richard Bell      | músico                                                                             | Canadá                 | m. 2007     |     |
| 6 de Março     | David Gilmour     | guitarrista e vocalista                                                            | Inglaterra             |             |     |
| 29 de Março    | Billy Thorpe      | músico                                                                             | Inglaterra / Austrália | m. 2007     |     |
| 2 de Maio      | Lesley Gore       | cantora                                                                            | Estados Unidos         | m. 2015     |     |
| 5 de Maio      | Beth Carvalho     | cantora                                                                            | Brasil                 | m. 2019     |     |
| 10 de Maio     | Cláudya           | cantora e pianista                                                                 | Brasil                 |             |     |
| 20 de Maio     | Cher              | cantora e atriz                                                                    | Estados Unidos         |             |     |
| 24 de Maio     | Steve Upton       | baterista                                                                          | Inglaterra             |             |     |
| 15 de Junho    | Demis Roussos     | músico                                                                             | Grécia                 | m.2015      |     |
| 18 de Junho    | Maria Bethânia    | cantora                                                                            | Brasil                 |             |     |
| 29 de Junho    | José Rico         | cantor,compositor sertaneijo,a garganta de ouro do Brasil                          | Brasil                 | m. 2015     |     |
| 1º de Julho    | Alceu Valença     | cantor e compositor                                                                | Brasil                 |             |     |
| 9 de Julho     | Bon Scott         | vocalista do AC/DC                                                                 | Escócia                | m. 1980     |     |
| 13 de Julho    | João Bosco        | cantor e violonista                                                                | Brasil                 |             |     |
| 15 de Julho    | Linda Ronstadt    | cantora                                                                            | Estados Unidos         |             |     |
| 22 de Julho    | Mireille Mathieu  | cantora                                                                            | França                 |             |     |
| 19 de Agosto   | Fernando Bicudo   | produtor e diretor de óperas, ballets, teatro, cinema, vídeos e eventos multimídia | Brasil                 |             |     |
| 1º de Setembro | Barry Gibb        | músico                                                                             | Inglaterra             |             |     |
| 5 de Setembro  | Freddie Mercury   | vocalista                                                                          | Tanzânia               | m. 1991     |     |
| 14 de Setembro | Pete Agnew        | baixista                                                                           | Escócia                |             |     |
| 17 de Setembro | Jerzy Milewski    | violinista                                                                         | Polónia / Brasil       |             |     |
| 14 de Outubro  | Dan McCafferty    | vocalista                                                                          | Escócia                |             |     |
| 15 de Outubro  | Richard Carpenter | cantor e pianista                                                                  | Estados Unidos         |             |     |
| 26 de Outubro  | Belchior          | cantor e compositor                                                                | Brasil                 | m. 2017     |     |
| 6 de Dezembro  | Emílio Santiago   | cantor                                                                             | Brasil                 | m. 2013     |     |
| 16 de Dezembro | Benny Andersson   | músico e compositor                                                                | Suécia                 |             |     |
| 30 de Dezembro | Patti Smith       | poetisa, cantora e musicista                                                       | Estados Unidos         |             |     |

## Mortes
| Data       | Nome                      | Profissão                    | Nacionalidade | Observações | Ref |
| ---------- | ------------------------- | ---------------------------- | ------------- | ----------- | --- |
| 10 de Maio | Catulo da Paixão Cearense | compositor, músico, escritor | Brasil        | n. 1893     |     |